# Čuvašija
Čuvašija (uradno Republika Čuvašija, rusko Чува́шия, Чува́шская Респу́блика, latinizirano: Čuvašija, Čuvašskaja Respublika, čuvaško Чăваш Республики, latinizirano: Čavaš Respubliki) je avtonomna republika Ruske federacije v Privolškem federalnem okrožju. Na zahodu meji z Niženovgorodsko oblastjo, na severu z republiko Marij Elom, na vzhodu z republiko Mordvinijo in na jugu z Uljanovsko oblastjo. Ustanovljena je bila 24. junija 1920.